# قبو (تسويق)
القبو هو فكرة تسويقية أو مفهوم لمجموعة من الأقسام التي تقع عادة في الطابق الأول تحت مستوى سطح الأرض في المواقع الأكبر لمتجر ماسي متعدد الأقسام. على الرغم من أن كل متاجر ماسي لديها مثل هذا القسم، إلا أن المتاجر الرئيسية الكبرى فقط لديها فعلًا حيز بالطابق السفلي مخصص لمفهوم القبو. أطلق هذا المفهوم في عام 1971 كمفهوم تسويقي لأدوات المطبخ الذواقة في سان فرانسيسكو بالمتجر الرئيسي لمجموعة ماسي ويست (Macy West). وتشمل فكرة القبو كلاً من الأجهزة الكهربائية والتركيبات وأدوات المطبخ وأدوات المائدة. ويوجد بمتاجر ماسي مجموعة كبيرة من العلامات التجارية في القبو بما في ذلك العلامات التجارية للنخبة والذواقة فضلا عن علامتين تجاريتين خاصتين: «الأولى توولز أوف ذا تريد (Tools of the Trade)» لتجهيزات المطابخ وأدوات المائدة، وأدوات المطبخ، والثانية «ذا سيللر» وبه الفضيات وأواني الطعام والأواني الزجاجية.
في أغسطس 2006، انتقل مستوى القبو في متجر شيكاغو الرئيسي لهذا المفهوم في التجهيزات عند الاستحواذ على شركة مارشال فيلد (Marshall Field) في سبتمبر. وقد قام بذلك من خلال نشر شعارات تعبر عن فكرة القبو في قسم الأدوات المنزلية.